# 加藤壮次郎
加藤 壮次郎（かとう たけじろう、1977年9月19日 - ）は、日本のプロボクサー。ワタナベボクシングジム所属。
第48代日本ウェルター級王者。

## 来歴
1977年9月19日 、茨城県牛久市出身。父は日本人、母がチリ人のハーフである。
1998年4月20日、協栄ボクシングジム所属としてプロデビュー戦は森貴洋（宮田）に初回TKO負けとなった。翌1999年7月8日、東日本ライト級新人王トーナメントの予選で森と再戦。負傷判定で引き分けて敗者扱いとなり、森は全日本ライト級新人王を獲得した。
2000年2月15日、板垣俊彦（木更津グリーンベイ）との6回戦に判定勝利を収めた。同年9月18日、澤永真佐樹（熊本）との8回戦に判定負けを喫した後、12月18日には小林秀一（レパード玉熊）との8回戦にも判定負けを喫して2連敗となった。その後3勝 (2KO) を上げたが、2002年5月18日、小林との2度目の8回戦に再び判定負けとなった。
2003年8月18日、日本ウェルター級6位として加藤祐二（ヨネクラ）と8回戦で対戦し、4Rにはダウンを喫したが、3-0の判定勝利を収めた。同年11月17日、日本ウェルター級7位として藤原康志（レパード玉熊）と8回戦を行い、3-0の判定勝利を収めた。
2006年2月20日、ルイス・オカモト（相模原ヨネクラ）との8回戦に0-3の判定負けとなり、同年8月19日には第3回B:Tight!トーナメントウェルター級準々決勝で養田竜輔（帝拳）に4R0-2の判定負けを喫した。さらに2007年3月22日、中森宏（平仲ボクシングスクール）との8回戦で0-3の判定負けを喫し、3連敗となったが、同年11月14日には6連勝中で日本ウェルター級5位のチャールズ・ベラミー（八王子中屋／アメリカ）に2-0の判定で約2年ぶりの勝利を収めた。
2008年7月21日、ルイス・オカモトとの2度目の8回戦に3-0の判定勝利を収め、2006年以来の雪辱を果たした。
2009年7月9日、日本ウェルター級挑戦者決定戦として行われた同級8回戦で2位として1位の井上庸（ヤマグチ土浦）と対戦。2Rにカットした傷が悪化して試合は7Rでストップされ、0-1（66-67、67-67、68-68）の負傷判定で引き分けて挑戦権獲得はならなかった。2010年6月2日には日本ウェルター級2位として春山正太（西城）と同級8回戦を行い、7RTKO勝利を収めて2連勝となった。
2009年3月、柔道整復師の資格を取得した。
2010年9月22日、後楽園ホールでの日本ウェルター級王座決定戦にて沼田康司（トクホン真闘）に判定勝ちし、第48代王者となった。
2010年10月13日、母親がチリ人という縁からチリ鉱山落盤事故救出活動に対する義援金として、自らのファイトマネーの一部等を在日チリ大使館へ寄付した。
2010年12月6日、後楽園ホールでのOPBF東洋太平洋ウェルター級王座決定戦を兼ねた日本王座防衛戦にて、井上庸に0-3の判定敗れ、王座から陥落した。
2011年7月1日、後楽園ホールでのウェルター級契約ノンタイトル8回戦でOPBF東洋太平洋スーパーウェルター級7位・日本同級4位の十二村喜久（角海老宝石）と対戦し、0-2（76-78、75-77、76-76）の判定負けを喫し再起に失敗した。
2011年11月、ワタナベジムへ移籍。
2012年1月11日、後楽園ホールでのウェルター級契約ノンタイトル8回戦で日本ウェルター級6位の出田裕一（ヨネクラ）と対戦し、6回50秒、1-1（57-58、59-56、58-58）の負傷判定で引き分けた。
2012年6月28日、後楽園ホールでのウェルター級契約ノンタイトル8回戦で日本ウェルター級8位として加藤寿（熊谷コサカ）と対戦し、7回1分KO勝ちを収めた。
2012年9月10日、後楽園ホールでのウェルター級契約ノンタイトル6回戦で日本ウェルター級6位として小口幸太（宮田）と対戦し、3-0（59-57、58-57、58-57）の判定勝ちを収めた。
2012年12月21日、タイ・バンコクのクルンテープ・トンブリ大学で行われたPABAウェルター級タイトルマッチでPABA同級スーパー王者ティーラチャイ・クラティンデーンジム（タイ）と対戦し、5回TKO負けを喫した。

## 戦績
- アマチュアボクシング：1戦1敗
- プロボクシング：43戦27勝 (13KO) 12敗(2KO) 3分